# Jadran (ime)
Jadran je moško osebno ime.

## Izvor imena
Ime Jadran je različica imena Adrijan z nekdanjim pomenom »izhajajoč iz mesta Adria, adrijanski, jadranski«. Po drugem mestu Adrija, ki leži na področju Benetk, pa je dobilo ime tudi Jadransko morje oziroma kar Jadran v pogovornem jeziku.

## Različice imena
- moške različice imena: Adrian, Adriano, Adrijan, Adrijano, Hadrijan, Jadranko
- ženske različice imena: Jadrana, Jadranka

## Pogostost imena
Po podatkih Statističnega urada Republike Slovenije je bilo na dan 31. decembra 2007 v Sloveniji število moških oseb z imenom Jadran: 282.

## Osebni praznik
V koledarju je ime Jadran uvrščeno k imenoma Adrijan oziroma Hadrijan, ki goduje 5. marca (Hadrijan Nikomedijski, maloazijski mučenec, † 5. mar. okoli leta 303).

## Znani nosilci
- Jadran Ferluga, slovenski zgodovinar bizantolog
- Jadran Maček, slovenski kemik
- Jadran Ogrin, slovenski popularni glasbenik